# Ulrik Frederik de Cicignon
Ulrik Frederik de Cicignon (1698 (formentlig på Akershus) – 8. juni 1772 i Sønderborg) var en dansk-norsk officer og stiftamtmand, far til Frederik Godske de Cicignon.
Faderen var generalmajor Frederik Christopher de Cicignon. Sønnen blev 1718 premierløjtnant ved det gevorbne infanteri i Norge, 1720 kaptajn og karakteriseres 1731 af sin regimentschef, Johan Wilhelm von Oetken, således: "joli homme, har rejst og gode Studia, overflødig Ambition". 1734 blev han titulær og 1738 virkelig major samt 1744 oberstløjtnant sammesteds. Han var medinteressent i forskellige bjergværksforetagender, der ikke lønnede sig, således i Odals Kobberværk (1742) og det jarlsbergske sølvholdige bly- og kobberværk. 1746 avancerede han til oberst ved 2. vesterlenske Infanteriregiment, men udtrådte 1749 af hæren, idet han 18. november samme år udnævntes til stiftamtmand i Bergen Stift. 1754 blev han Ridder af Dannebrog og fik 1764 gehejmeråds rang. Under opløbet i Bergen 18. april 1765 i anledning af ekstraskatten var han udsat for alvorlige mishandlinger af den ophidsede almue, og dette har mulig medvirket til, at han det følgende år ved regeringsskiftet tog afsked fra sit embede, i hvilket han i 1770 erklærer at have tilsat sin formue.
Fra 1744 til 1746 ejede han Frogner Hovedgård. Han arvede Søndre Frogner og købte Nordre Frogner af sin slægtning Johan Henrik Garmann, og samlede de to gårdene til én ejendom. Han afgik ved døden 8. juni 1772 i Sønderborg, hvor han i sine sidste år opholdt sig.
14. august 1733 blev han viet på Ulriksholm med sin kusine Nicolaina Antoinette von Brüggemann (14. juli 1717 – april 1759), datter af oberstløjtnant Godske Hans von Brüggemann til Ulriksholm og Østergård (død 1736) og Margrethe Vilhelmine Hausmann (død 1717). Hendes navn ved dåben var Nicoline Antonette, hun blev i det daglige kaldet Antonette. Blandt deres otte børn var én søn: Frederik Godske de Cicignon, der døde ugift 1815 som kammerherre og kaptajn, og med hvem denne slægt uddøde.